# Alsóköves

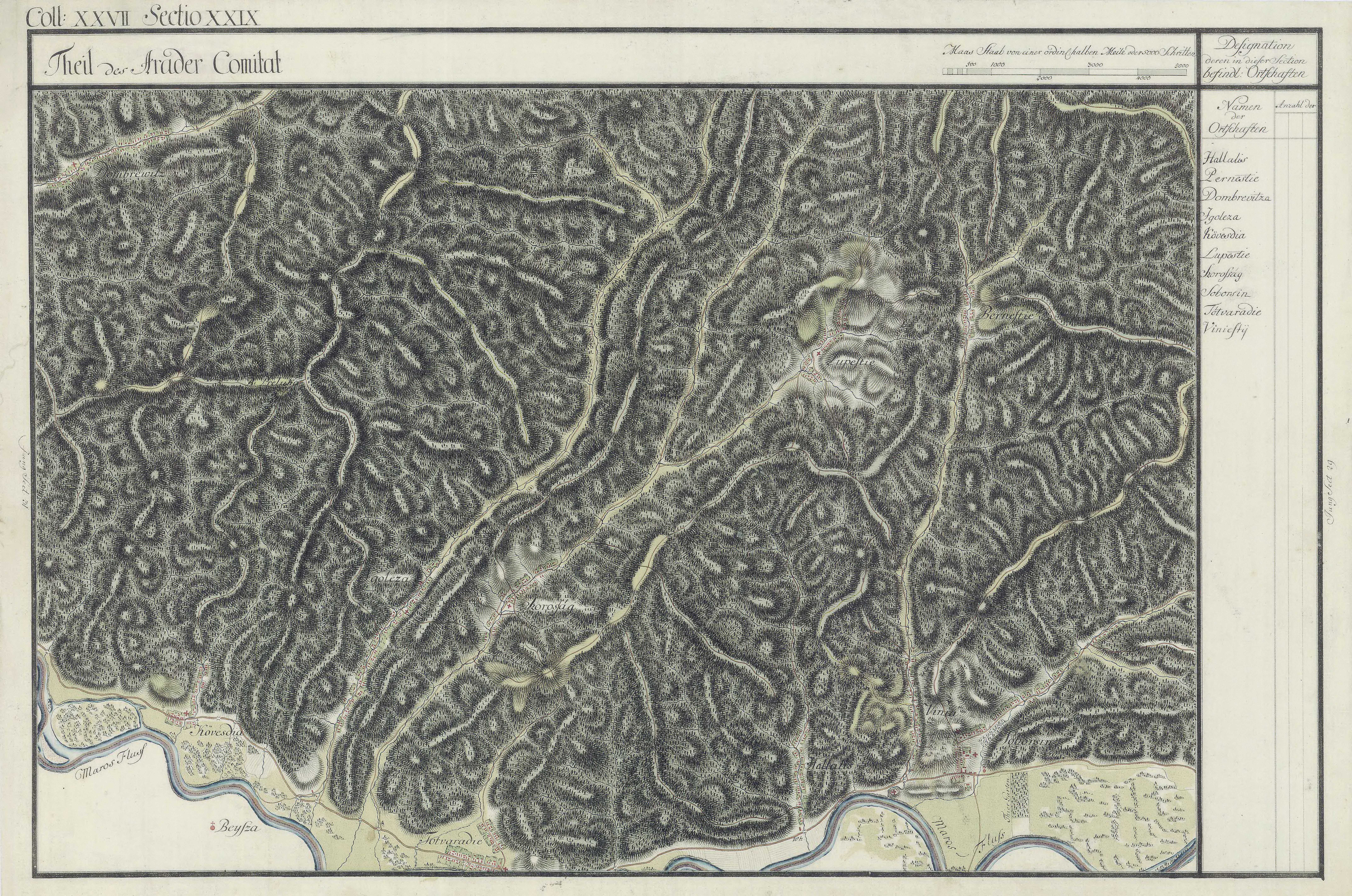
Alsóköves egy régi térképen

Alsóköves (románul: Nicolae Bălcescu) falu Romániában, Arad megyében.

## Fekvése
Lippától délkeletre, Tótváradtól északnyugatra, a Maros jobb partja mellett fekvő település.

## Története
Kövesd nevét 1440-ben említette először oklevél Also Kewesd néven. 1440-ben p. Kezepsew Kewesd, 1472-ben Kewesd, 1477-ben Also Kewesd, 1808-ban Govosdia ~ Gavosdia, 1909-ben Găvosdia, Gavosdia, 1913-ben Alsóköves néven írták. 
1477-ben Also Kewesd Solymos vár 47. tartozéka volt. 1479-ben Nagykevesd néven Váradja vár 2. tartozéka volt és a Garaiak birtoka. 1483-ban a Bánffyak birtokaként említették. 1490-ben a solymosi váruradalom tartozéka és Corvin János birtoka volt.
1851-ben Fényes Elek írta a településről: „Govosdia, Arad vármegyében, hegy alatti kis térségen, 554 óhitű lakossal, s anyatemplommal. Hegyes, kősziklás határa, 400 hold szántóföldet kivéve, erdőség. Van itt a Maroson egy malom s egy ispányi lak. Birja özvegy Kaszonyi Aloysia asszony.”
1919-ben 708 lakosából 15 magyar, 690 román volt. Ebből 684 görögkeleti ortodox, 10 római katolikus volt.
A település a Trianoni békeszerződés előtt Arad vármegye Máriaradnai járásához tartozott.